# Salomé Richard

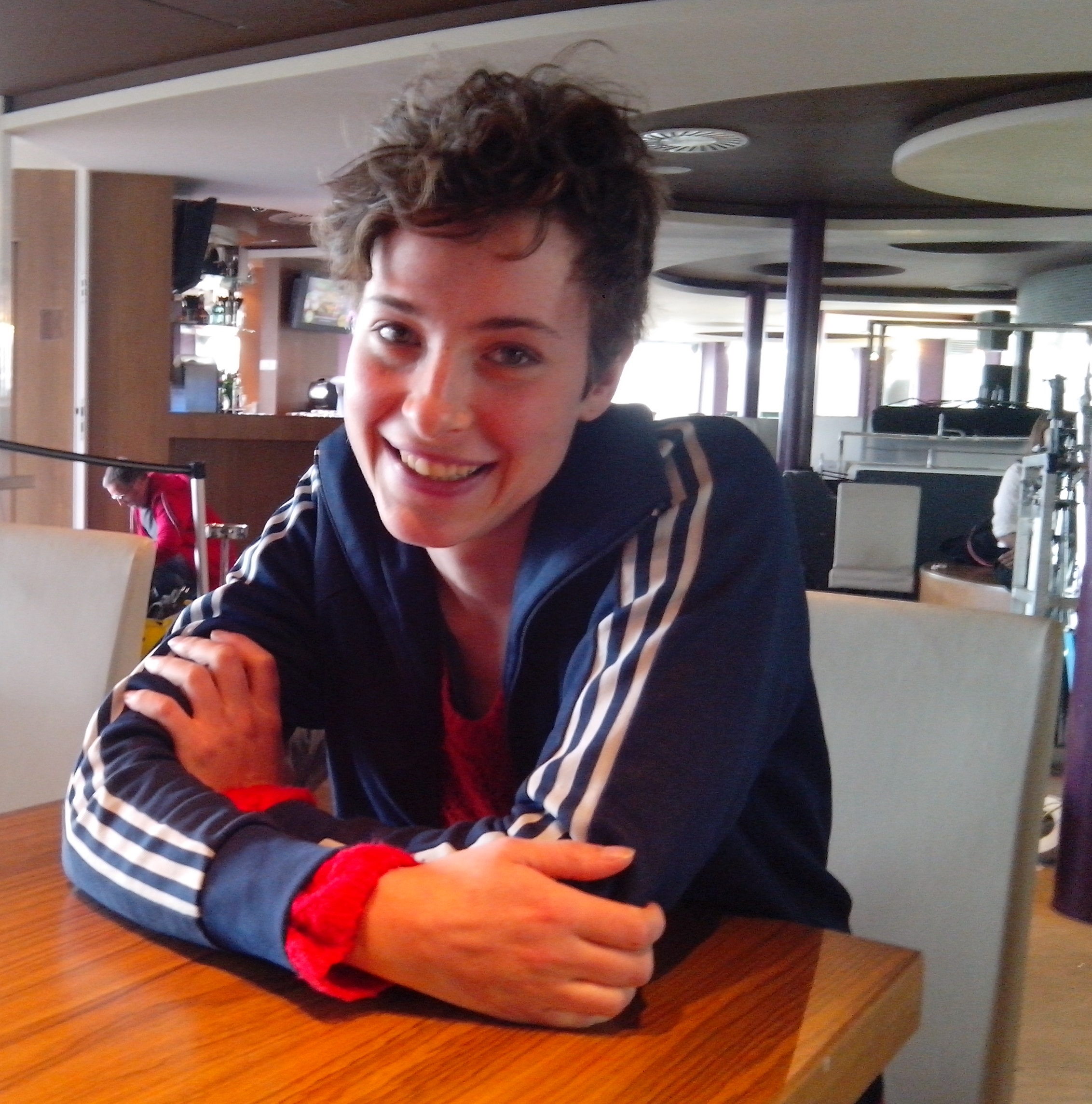
Salomé Richard (2014)

Salomé Richard (* 22. Januar 1987 in Brüssel) ist eine belgische Schauspielerin.

## Leben
Salomé Richard ist die Tochter einer Psychomotoriktherapeutin und des Malers und Schriftstellers Jacques Richard. Bis Juni 2013 absolvierte sie erfolgreich die höhere Kunstschule Conservatoire royal de Mons, wo sie als Hauptfach das Schauspiel (Art Dramatique) belegt hatte. Im selben Jahr erhielt sie für ihre Regiearbeit zum Kurzfilm Septembre, mit ihr selbst auch als Drehbuchautorin und Schauspielerin, beim Festival international du film francophone de Namur (FIFF) den Preis der Jury. Für ihre schauspielerische Leistung als Ana in Rachel Langs Film Baden Baden – Glück aus dem Baumarkt? wurde Salomé Richard im Jahr 2017 mit dem Magritte-Filmpreis als beste Nachwuchsdarstellerin ausgezeichnet.

## Filmografie (Auswahl)
Schauspielerin
- 2011: Félix et les lois de l’inertie[8]
- 2013: Bruocsella![9]
- 2016: Baden Baden – Glück aus dem Baumarkt? (Baden Baden)[10][11]
- 2017: Der Maskenmann (Robin, Fernsehfilm)[12]
- 2017: La Part sauvage[13]
- 2017: Der Schmerz (La Douleur)[14]
- 2017: Larsen (Kurzfilm)[15]
- 2019: Jugendträume (Rêves de jeunesse)[16]
- 2019: French Touch: Girls on Fire[17]
- 2021: Die purpurnen Flüsse – Das Festival

Regisseurin, Drehbuchautorin und Schauspielerin
- 2013: Septembre (Kurzfilm)[18]
- 2018: La grande vacance (Kurzfilm)[18]

## Preise
Gewonnen
- 2013: Preis der Jury beim FIFF Namur (Festival international du film francophone de Namur) für die Regie zum Kurzfilm Septembre[6]
- 2017: Magritte als beste Nachwuchsdarstellerin für Baden Baden – Glück aus dem Baumarkt?[7]

Nominiert
- 2019: Magritte als beste Nebendarstellerin für La Part sauvage[19]